# Чейз, Адиескар
Адие́скар Чейз (англ. Adiescar Chase) — британская мультиинструменталистка и композитор. Автор саундтреков к сериалу «Трепет сердца» от Netflix.

## Ранние годы и образование
Чейз родилась в Бедфорде, Англия. Мать без её ведома записала её на курсы «Летней школы звука и музыки» в Школе Пёрселла для юных музыкантов. После этого Чейз стала интересоваться написанием музыки для кино- и телепроектов. В 2017 году она окончила Гилдхоллскую школу музыки и театра. В 2021 году получила степень магистра в области сочинения музыки для кино и телевидения в Национальной школе кино и телевидения.

## Карьера
Чейз — мультиинструменталистка и композитор. В 2021 году она написала музыку к документальному фильму «Между деревьями». Она записала образец звука лицевой стороны листа и конвертировала его в электронный. Чейз также работала над сериалом BBC One «Улица Ватерлоо».
Чейз написала официальный саундтрек к первому и второму сезонам сериала Netflix «Трепет сердца». Для первого сезона она работала в хронологическом порядке, и работа над каждым из эпизодов занимала у неё от одной до двух недель. Частично она ощущала свою связь с сериалом из-за своей бисексуальности. Она написала музыку к сериалу с привлечением электронных риффов, чтобы придать действию ощущение современности. «Трепет сердца» — её первый проект с момента выпуска из Национальной школы кино и телевидения. Она читала комикс прежде, чем приступить к работе, и должна была сделать так, чтобы её музыка дополняла используемые песни. Она играла аккорды на клавишных инструментах, а затем добавляла риффы на синтезаторе и звуковые эффекты. Некоторые треки, такие как «Heartstopper», поддерживают «моменты трепета сердца» при помощи подчёркивания ощущения напряжения и волнения. В сценах первых встреч персонажей с кем-либо были использованы вариации композиции «First Sight», впервые прозвучавшей во время знакомства Ника и Чарли. Тема Бена, «X», объединяет звуки ударов, чтобы отразить то, «как его отношение бьёт тебя по лицу». Для второго сезона Чейз переделала некоторые старые композиции и написала новые. Для финала сезона с участием Тары и Дарси она записала своё собственное пение, чтобы передать чувство комфорта. Специально для второго сезона она купила себе новый синтезатор.
В 2023 году Чейз совместно с французским композитором Жан-Мишелем Жарром записала трек «Synthy Sisters Take Two», который является ремиксом композиции «Synthy Sisters» из его альбома «Oxymore». В 2024 году Чейз вместе с Клодом Поликаром аккомпанировала Жарру на концерте в Братиславе на фестивале Starmus.

## Дискография

### Альбомы
| Название                                                    | Детали                                                                |
| ----------------------------------------------------------- | --------------------------------------------------------------------- |
| Heartstopper (Soundtrack from the Netflix Series)           | - Дата выпуска: 22 апреля 2022 - Лейбл: Maisie Music Publishing, LLC. |
| Heartstopper: Season 2 (Soundtrack from the Netflix Series) | - Дата выпуска: 28 июля 2023 - Лейбл: Netflix Music, LLC.             |